# Sodom
Sodom – niemiecka grupa thrashmetalowa założona w 1982 w Gelsenkirchen przez basistę i wokalistę Toma Angelrippera (właśc. Thomas Such). 
Na początku działalności Sodom wykonywał muzykę z pogranicza black metalu, speed metalu oraz thrash metalu. Pod koniec lat osiemdziesiątych grupa skoncentrowała się na stylu thrashmetalowym i mimo podejmowanych przez kolejne dekady poszukiwań i eksperymentów muzycznych pozostała wierna temu gatunkowi. 
Zespół wydał 16 albumów studyjnych, sprzedając łącznie ponad dwa miliony płyt. 
Sodom uważany jest powszechnie za jedną z najważniejszych formacji thrash- i blackmetalowych w historii.
Zespół niejednokrotnie występował w Polsce, m.in. w Warszawie, w katowickim spodku oraz podczas festiwalu Metalmania (2017).

## Historia

### Początki zespołu (1982–1986)

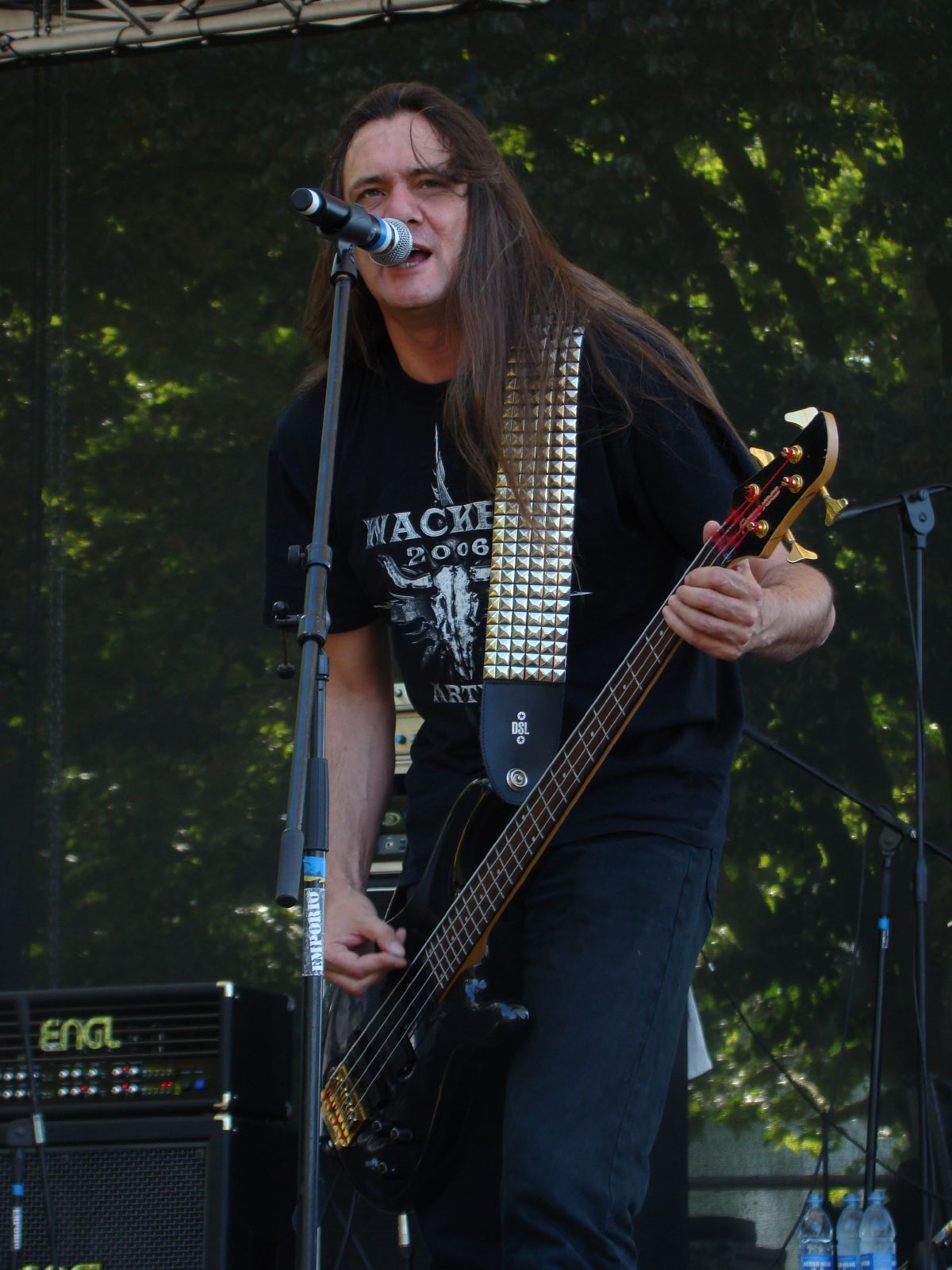
Thomas "Tom Angelripper" Such w trakcie występu na Evolution Fest, 7 lipca 2007 roku

Zespół został założony w 1982 przez Thomasa Sucha (przyjął pseudonim Tom Angelripper), wówczas górnika zatrudnionego w kopalni węgla, oraz gitarzystę Franka Terstegena, znanego pod pseudonimem Aggressor. Inspiracjami muzycznymi były dla nich m.in. zespoły Motörhead, Accept, Iron Maiden, Judas Priest, Kiss, AC/DC, Saxon, Venom czy Tank, jednak chcieli grać szybciej, ostrzej i mroczniej. 
Do zespołu dołączył jeszcze perkusista, Rainer Focke, znany jako Bloody Monster. Miejsce Rainera wkrótce zajął Chris Witchhunter (pseudonim Christiana Dudka), 
Grupa zaczynała działalność grając black metal, który w tamtym czasie dopiero raczkował. W 1983 ukazała się pierwsza produkcja grupy: kaseta demo Witching Metal, a rok później kolejne demo Victims of Death. Oba dema nie miały oficjalnego wydawcy, gdyż zespół nie należał jeszcze do żadnej wytwórni. Nagrania mają niską jakość, a muzyka na nich zawarta jest surowa i brutalna. W następnych latach Sodom będzie wracał do tego materiału, nagrywając utwory na nowo.  
W tym czasie doszło do zmiany gitarzysty: Terstegena zastąpił Josef Peppi Dominic, znany jako Grave Violator.   
Pierwsza oficjalna produkcja w dyskografii zespołu, minialbum In the Sign of Evil, powstała pod skrzydłami wytwórni Devil's Game. Na płycie wydanej w styczniu 1985 wyraźny był muzyczny wpływ zespołu Venom, którego fanem był przez wiele lat Tom Angelripper. Muzyka Sodom była jednak szybsza, bardziej ekstremalna od dokonań Brytyjczyków. Miała przy tym posępną, diaboliczną atmosferę, którą podkreśla pogłos chrapliwego wokalu Toma. Muzyka, podobnie jak na kasetach demo, uderza surowością i prostotą, choć jakość nagrania jest znacznie lepsza. Teksty obracają się wokół tematyki śmierci, okrucieństwa, satanizmu i bluźnierstwa. Outbreak of Evil i Blasphemer z czasem stały się jednymi z najważniejszych utworów zespołu i były regularnie wykonywane przez kolejne trzydzieści pięć lat występów na scenie.      
W 1986 doszło do kolejnej zmiany gitarzysty, Josefa Dominika zastąpił Michael "Destructor" Wulf. Zespół przeszedł do wytwórni SPV (przemianowanej później na Steamhammer), nakładem której 7 maja 1986 ukazał się pierwszy album studyjny zespołu: Obsessed by Cruelty. Muzyka na płycie jest szybka i brutalna, oparta na prostych riffach i częstych zmianach tempa sekcji rytmicznej. Brzmienie, choć nieco zmodyfikowane w porównaniu z EP-ką, pozostało surowe i złowieszcze. Podobnie jak In the Sign of Evil, premierowy album Sodom obecnie zaliczany jest do tak zwanej pierwszej fali black metalu, wraz z takimi płytami jak Welcome to Hell grupy Venom, Bathory grupy Bathory czy Morbid Tales formacji Celtic Frost.
Utwór Deathlike Silence z tej płyty stał się inspiracją dla Øysteina "Euronymousa" Aarsetha, gitarzysty norweskiego, blackmetalowego zespołu Mayhem, który założył w Oslo wytwórnię Deathlike Silence Productions.

### Koncentracja na thrash metalu i sukces zespołu (1987–1989)

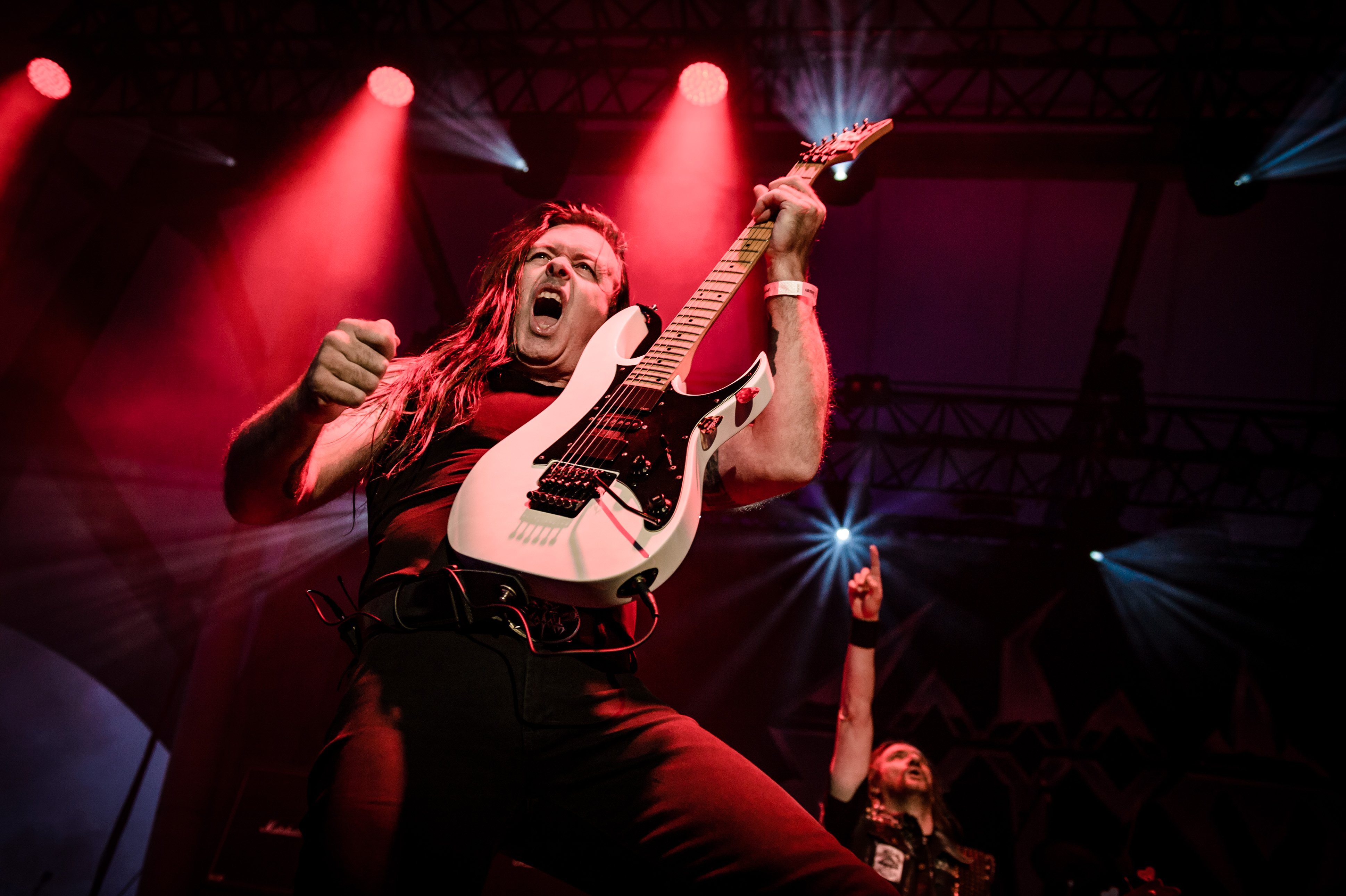
Frank "Blackfire" Gosdzik w trakcie koncertu z grupą Sodom na festiwalu Rock Hard w Gelsenkirchen, Niemcy, 18 maja 2018 roku

Pierwsze wydawnictwa Sodom, choć znalazły licznych fanów, nie zostały dobrze przyjęte przez prasę muzyczną. Uznała ona zespół za wtórny wobec dokonań Venom, krytykowała też mało ambitne teksty. 
W grudniu 1986 zespół nagrał w Berlinie jeszcze jeden minialbum Expurse of Sodomy, wydany 1 października 1987. Materiał jest świadectwem ewolucji muzycznej Sodom, fazy przejściowej między muzyką blackmetalową i thrashmetalową. Na zmianę stylu największy wpływ miał nowy gitarzysta Sodom Frank "Blackfire" Gosdzik, który przekonywał Toma Angelrippera do odkrywania nowych, zdobywających popularność odmian metalu. 
W ślad za korektą stylistyki zmienić się miały także teksty. Okultyzm i bluźnierczy satanizm zastąpiła tematyka wojenna, polityczna i społeczna. Według samego Toma mają one przekaz raczej antywojenny. W wywiadzie dla Metalkings.com lider Sodom określił to następująco: "Dlaczego piszemy o wojnie? Ponieważ my nie chcemy wojny. Chcemy opisać, jak zła jest wojna." 
Nagrany w październiku 1987, wydany 1 grudnia tego roku album Persecution Mania zawierał niewielkie wpływy black metalu, inspirował się też klasycznym heavy metalem, jednak najbliższy gatunkowo był mu thrash. Zamiast budowania mrocznej, posępnej atmosfery zespół skoncentrował się na uzyskaniu ostrzejszego, potężniejszego brzmienia, zastosował więcej zmian tempa, rozbudowanych riffów gitarowych i partii solowych gitary. Dodawało to muzyce wściekłości, drapieżności, energii. Persecution Mania zawiera też zaskakujący stylistycznie cover utworu Iron Fist brytyjskiej grupy Motörhead. Zakończenie zamykającego płytę utworu Bombenhagel zawiera motyw muzyczny z niemieckiego hymnu narodowego Das Lied der Deutschen (Pieśń Niemiec). Album został przyjęty lepiej niż poprzednie, zespół chwalono za większą dojrzałość muzyczną. 
Po wydaniu płyty formacja ruszyła w trasę koncertową z zespołem Coroner. Podczas trasy Sodomania Tour doszło do nagrania pierwszego albumu koncertowego Mortal Way of Live. Nagrań dokonano w Dortmundzie i Düsseldorfie.
W 1989 pojawił się trzeci album studyjny Agent Orange. Tytuł płyty to także nazwa broni chemicznej stosowanej podczas wojny w Wietnamie, wojny, którą fascynował się Tom Angelripper. Teksty na płycie są opowieścią właśnie o konflikcie zbrojnym w Wietnamie. Na okładce albumu zapisana jest notatka z następującym przesłaniem: „Album dedykowany jest wszystkim ludziom – żołnierzom i cywilom – którzy zginęli w wyniku bezsensownych wojen na całym świecie”. Muzycznie Agent Orange to kontynuacja kierunku obranego na poprzednim krążku – soczysty brzmieniowo, dynamiczny, gitarowy thrash metal. 
Agent Orange stał się pierwszym sukcesem komercyjnym zespołu. Dobrze przyjęty przez prasę w samych tylko Niemczech sprzedał się w nakładzie ponad 100 tysięcy egzemplarzy. Sodom obwołano wówczas trzecim ogniwem tzw. wielkiej trójki niemieckiego thrash metalu, którą tworzył wraz z zespołami Destruction i Kreator. W 2017 amerykański magazyn Rolling Stone umieścił Agent Orange na 63. miejscu listy „100 najlepszych albumów metalowych wszech czasów”.
W tym samym 1989 grupa zagrała koncert w Polsce. W katowickim Spodku niemiecka formacja wystąpiła przed 10-tysięczną publicznością. Również w 1989 ukazał się singel Ausgebombt (wraz z niemiecką wersją tego utworu) oraz minialbum o identycznej nazwie Ausgebombt.

### Zmiany w składzie (1989–1990)
Mimo sukcesu Sodom znalazł się w poważnym kryzysie. Thomas i Christian popadli w uzależnienie od alkoholu i często pijani grali koncerty. Niezadowolony z tego był Frank, który zarzucał kolegom złe wykonywanie na żywo komponowanej przez niego muzyki. Wkrótce Frank Blackfire otrzymał od lidera formacji Kreator Mille Petrozzy propozycję zagrania w zespole i przyjął ją. W jego miejsce do Sodom dołączył nowy gitarzysta Michael Hoffman. 
Wraz z nim zespół nagrał nowy, czwarty album Better Off Dead, wydany 1 października 1990. Materiał zwraca uwagę dużą rozpiętością metalowych stylów. Obok rozpędzonych, utrzymanych w szaleńczym tempie thrashowych utworów jak Shellfire Defense, Capture the Flag czy Bloodtrails płyta zawiera znacznie mniej dynamiczne, typowo heavymetalowe covery: Turn Your Head Around zespołu Tank oraz Cold Sweat z repertuaru Thin Lizzy. W konwencji heavy metalu utrzymany jest też utwór Resurrection, poświęcony zmarłemu ojcu Toma Angelrippera.
W trakcie trasy po Ameryce Południowej Hoffman zdecydował się pozostać w Brazylii i zakończył współpracę z Sodom. Jego miejsce zajął Andy Brings.

### Poszukiwania muzyczne (1991–1997)

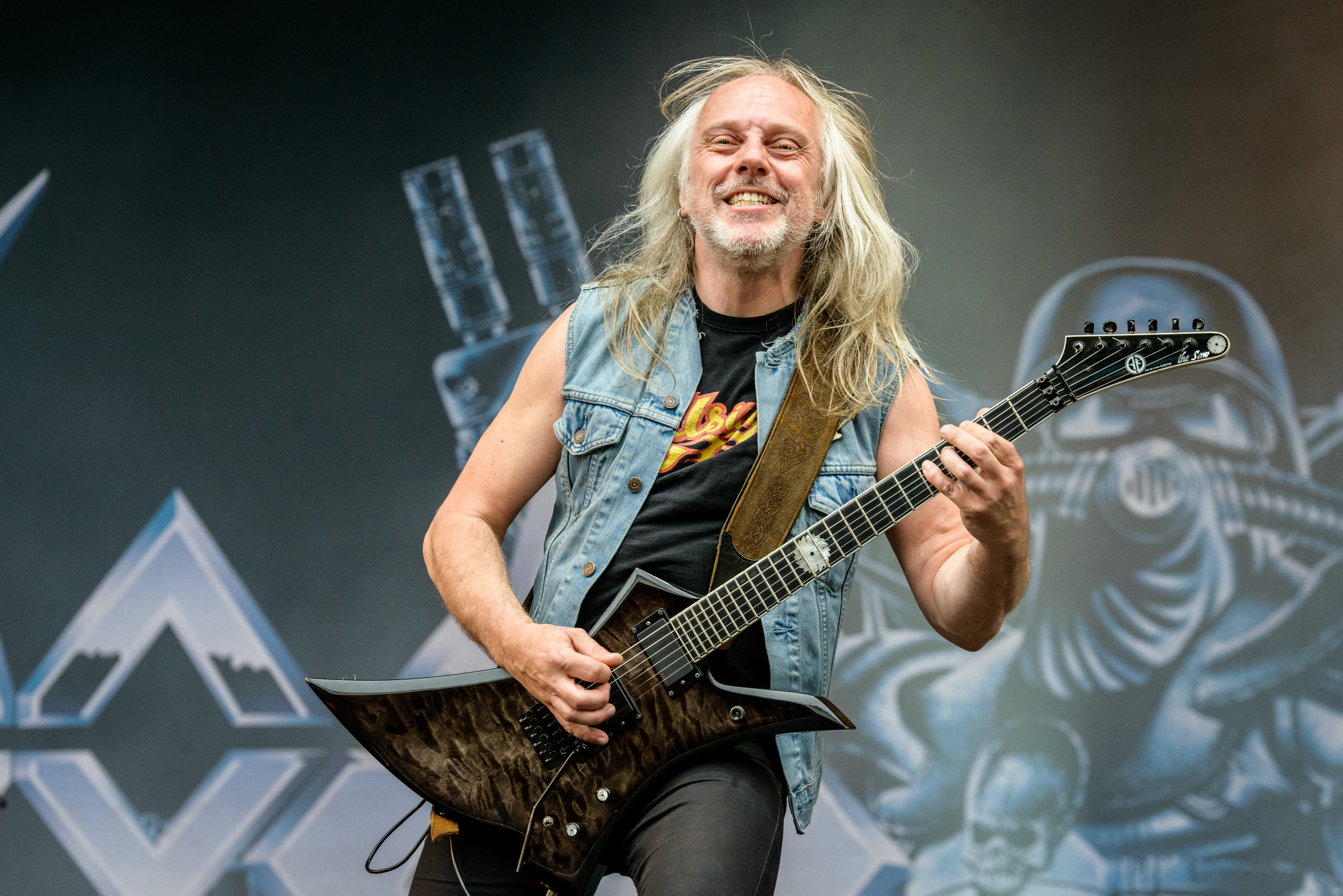
Bernd "Bernemann" Kost w trakcie występu na festiwalu Rockavaria w Monachium, 28 maja 2016 roku

Na kolejnych albumach zespół próbował wychodzić poza schematyczny thrash metal i poszukiwał nowych muzycznych wyzwań. Wydany w 1992 album Tapping the Vein zbiegł się w czasie z gwałtownym rozwojem nowego gatunku muzyki metalowej, death metalu. Płyta Sodom jest dowodem inspiracji tą ekstremalną naówczas odmianą muzyki. Brzmienie gitar i sekcji rytmicznej osiągnięte na płycie jest cięższe, wokal Toma przypomina deathmetalowy growl (utwory Skinned Alive czy The Crippler). Zachowano jednak także elementy thrashu (Body Parts) oraz – to już znak rozpoznawczy Sodom – heavy metalu (Skinned Alive oraz Wachturm, utwór będący krytyką świadków Jehowy).
Tapping the Vein jest ostatnim albumem nagranym z Christianem Dudkiem, który został wyrzucony z zespołu. Tom Angelripper twierdził, że głównym powodem zwolnienia był problem Dudka z narkotykami, jednak według samego Christiana problemem była chciwość Toma. Dudek określił powody odejścia następująco: "Tom był coraz bardziej głodny pieniędzy. Pisałem muzykę głównie z gitarzystą, ponieważ Tom nigdy nie miał czasu przychodzić na próby. Czasami pisał swoje teksty szybko w toalecie i zbierał za to 60 % pieniędzy z GEMA.". Miejsce Dudka zajął Atomic Steif, wcześniej gitarzysta grup Holy Moses i Living Death.
W 1993 ukazał się minialbum Aber bitte mit Sahne. Płytę otwiera cover rockandrollowej piosenki Udo Jürgensa o tym samym tytule, śpiewanej po niemiecku. Materiał zawiera też dwa utwory thrashmetalowe oraz jeden inspirowany hardcore punkiem (Abuse). Ta ostatnia inspiracja okazała się trwalsza i znalazła odbicie na kolejnej płycie długogrającej. 
W 1994 Sodom wydał szósty album studyjny Get What You Deserve. Oprócz hardcore punka (utwory Sodomized i Erwachet!) słychać tu wpływ death metalu (Get What You Deserve oraz Gomorrah). Płyta zawiera także cover zespołu Venom Angel Dust z płyty Welcome to Hell. Album Get What You Deserve nie odniósł sukcesu, co można wiązać z ówczesnym spadkiem zainteresowania thrash metalem. Oryginalna okładka płyty musiała zostać zmieniona, gdyż ukazywała fotografię zamordowanego mężczyzny i związanej kobiety. Nowa, zmieniona okładka przedstawia członków zespołu. 
Także w 1994 ukazał się album koncertowy Maroonned Live. Materiał nagrano 10 maja w Hamburgu, podczas trasy promującej Get What You Deserve.
Rok później zespół wydał kolejny, siódmy album studyjny Masquerade in Blood. Okładka prezentuje polityków Helmuta Kohla i Borisa Jelcyna trzymanych w uścisku przez zamaskowanego żołnierza. Także na tej płycie gatunkiem dominującym jest thrash, nie brakuje jednak poszukiwań w kierunku innych gatunków. Sodom eksperymentował tu z groove metalem (Braindead) i crossover thrashem (Unwanted Youth). Przez wielu album jest uważany za najcięższy w dorobku zespołu. Podobnie jak poprzedni, nie odniósł jednak sukcesu i został chłodno przyjęty przez fanów i krytyków. Jest to również jedyny album zespołu, na którym zagrał Dirk „Strahli” Strahlmeier (zastąpił Andy'ego Bringsa).
W 1996 na kasetach magnetofonowych i płytach CD ukazała się kompilacja Ten Black Years. W tym samym roku do zespołu dołączyli Bernd "Bernemann" Kost i Konrad "Bobby" Schottkowski. W tym składzie zespół wszedł do studia, by nagrać nowy album. Produkcja ukazała się w lutym 1997 i nosiła tytuł ’Til Death Do Us Unite. Muzycznie Sodom złagodził oblicze, rezygnując z ciężkich deathmetalowych brzmień, eksperymentował za to z crossover thrashem (Hanging Judge, Polytoximaniac). Wśród szybkich, dynamicznych utworów znalazło się miejsce dla spokojniejszych, heavymetalowych kompozycji (Hazy Shade of Winter czy rockandrollowy Hey Hey Hey Rock'n'Roll Star).
Album, podobnie jak poprzednie, wzbudził kontrowersje z powodu okładki. Przedstawia ona ludzką czaszkę wciśniętą między brzuchy wojownika sumo i ciężarnej kobiety. Kontrowersyjny okazał się również teledysk do utworu Fuck The Police, przedstawiający przemoc wobec więźniów.
Na dziewiątym albumie, wydanym w 1999 Code Red, zespół powrócił do klasycznego thrashmetalowego stylu. Intro na płycie pochodzi z filmu wojennego Full Metal Jacket. Album został dobrze przyjęty i odniósł spory sukces komercyjny.

### Dalsze losy zespołu (2001–2006)

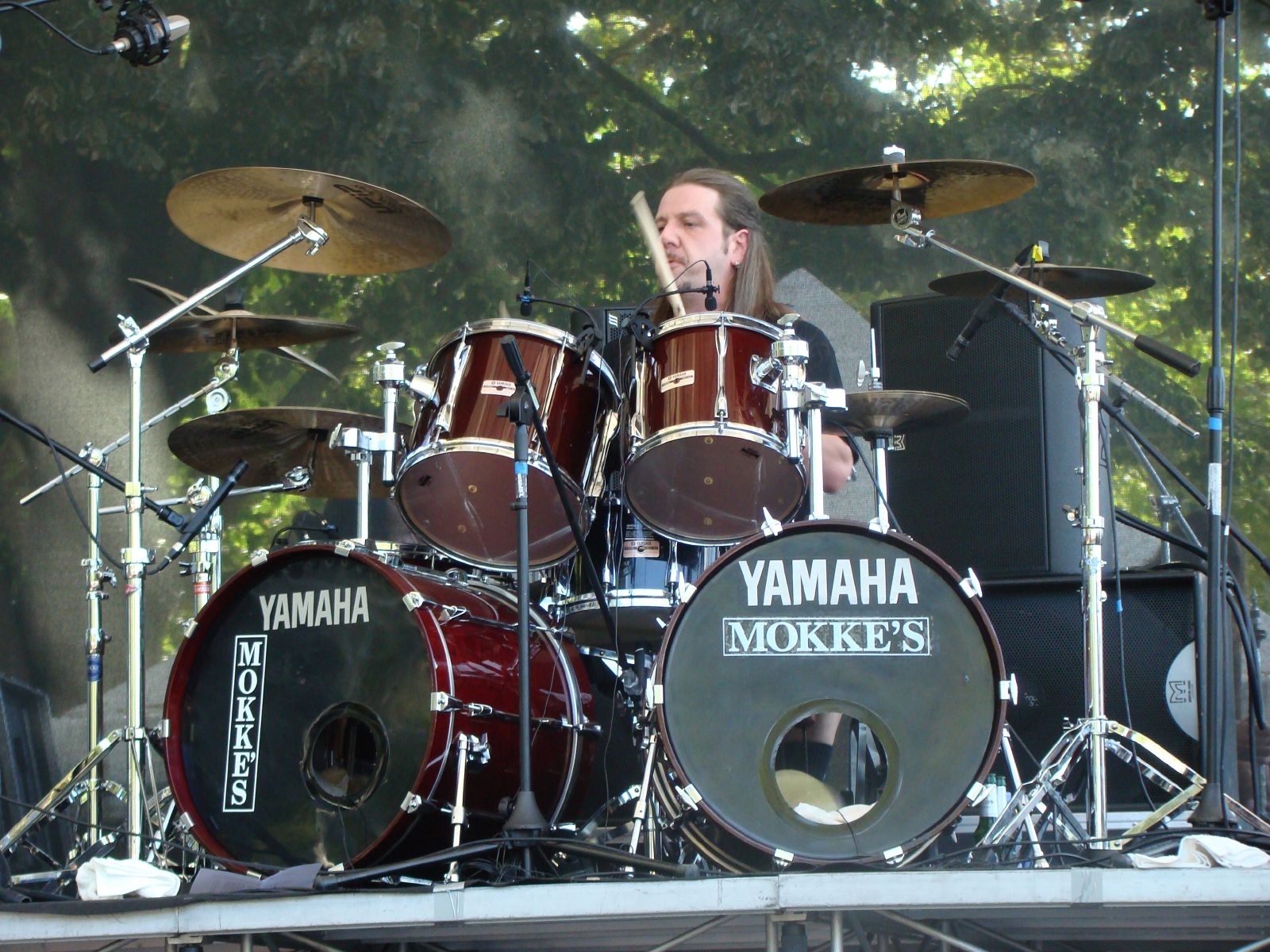
Konrad "Bobby" Schottkowski na żywo z grupą Sodom w trakcie występu na festiwalu Evolution Fest, 7 lipca 2007 roku

W 2001 roku ukazał się dziesiąty album studyjny zatytułowany M-16. Jest to album koncepcyjny, opowiadający o wojnie wietnamskiej – Tom wrócił do tej tematyki po latach. Tytuł płyty odnosi się do nazwy karabinu automatycznego stosowanego przez żołnierzy amerykańskich podczas wojny w Wietnamie. Muzyka zawarta na M-16 to przede wszystkim thrash metal, nielicznymi wyjątkami są np. heavymetalowe Napalm in the Morning czy Marines. W utworze Napalm in the Morning pojawia się cytat z filmu Czas Apokalipsy w reż. Francisa Forda Coppoli. Zamykający płytę Surfin' Bird to cover zespołu The Trashmen z lat sześćdziesiątych.
Po wydaniu "dziesiątki" zespół wyruszył w trasę koncertową wraz z pozostałymi zespołami tzw. wielkiej trójki niemieckiego thrashu. 6 stycznia 2002, w klubie Proxima w Warszawie, Sodom, Kreator i Destruction zagrali koncert dla polskich fanów. Podczas trasy koncertowej w Azji zespół nagrał kolejny album koncertowy – miało to miejsce podczas występu w stolicy Tajlandii. Album One Night in Bangkok ukazał się w 2003 nakładem Steamhammer.
W 2006 pojawił się kolejny, jedenasty album formacji, nazwany po prostu Sodom. Wyjaśniając w jednym z wywiadów tytuł krążka, Tom Angelripper powiedział, że według niego każdy zespół powinien mieć album zatytułowany tak, jak nazwa zespołu. Na płycie mniej jest znanych z wcześniejszych produkcji eksperymentów, nie ma też łagodniejszych, heavymetalowych coverów. Brzmienie jest potężne, kaskadowe, co jest dodatkowo wzmocnione wysokim, krzykliwym wokalem Toma. W ramach promocji płyty nakręcono teledysk do utworu City of God.

### Krótki powrót do black metalu (2007–2009)
Wraz z kolejnym albumem zespół na krótko wrócił do stylistyki black metalowej z wczesnych lat osiemdziesiątych. Na wydanym w 2007 albumie The Final Sign of Evil znalazły się utwory z minialbumu In the Sign of Evil, a także siedem nieopublikowanych utworów z lat 1983-1986. Specjalnie na nagranie tej płyty do zespołu wrócili Aggressor i Witchhunter. Muzyka na płycie nie jest tak surowa i brutalna jak wczesne blackmetalowe nagrania Sodom, spotkała się jednak z przychylnym odbiorem fanów. 
Rok po jej wydaniu, we wrześniu 2008, w wieku 42 lat zmarł Christian „Chris Witchhunter” Dudek. Przyczyną śmierci była niewydolność wątroby i innych narządów. Dla uczczenia pamięci o nim 11 kwietnia 2009 odbył się koncert charytatywny. Zagrały wówczas zespoły Holy Moses, Assassin i Artillery. Także w 2009 zespół po raz pierwszy zagrał na festiwalu Bloodstock Open Air w Wielkiej Brytanii.

### Powrót do thrashu i dalsze losy zespołu (2010–2016)

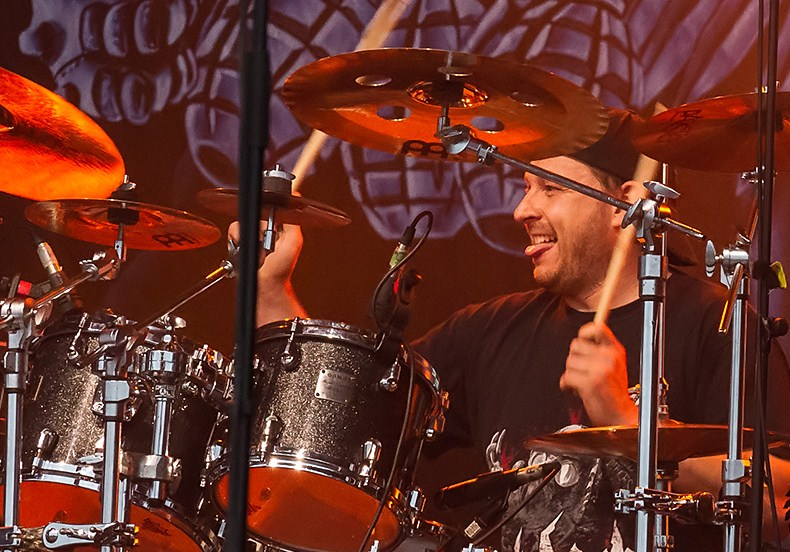
Markus "Makka" Freiwald w trakcie występu na żywo na festiwalu With Full Force w 2013 roku

22 listopada 2010 w Europie ukazał się nowy album zespołu In War and Pieces (w Stanach Zjednoczonych płyta pojawiła się w sprzedaży na początku 2011). Materiał na płycie utrzymany jest w gatunku thrashowym, jednak brzmienie nie jest tak drapieżne i ostre jak na poprzednich płytach, a tempo utworów nie tak szybkie. Album w pierwszym tygodniu od wydania sprzedał się w USA w nakładzie zaledwie 700 egzemplarzy. Był to najgorszy wynik z wszystkich albumów zespołu. 
30 listopada 2011 ogłoszono, że Konrad "Bobby" Schottkowski nie jest już częścią Sodom. Przyczyną rozstania było pogorszenie się jego relacji z liderem zespołu Tomem. 8 grudnia ogłoszono, że jego miejsce zajął Markus "Makka" Freiwald. Pod koniec 2012 zespół zaczął pisać kompozycje na nowy, czternasty album studyjny. Ukazał się on 29 kwietnia 2013 i nosi tytuł Epitome of Torture. Zawarty na nim materiał nie był zaskoczeniem dla fanów, to dynamiczny thrash metal z elementami hardcore punka. 
Album ten trafił na 25 miejsce na liście Heatseekers Albums tygodnika Billboard w Stanach Zjednoczonych, co było najwyższym miejscem w historii zespołu. Poza USA album był notowany wysoko także w zestawieniach sprzedaży w Niemczech i Szwajcarii.
W 2014 wydano minialbum Sacred Warpath zawierający jeden oryginalny utwór studyjny (tytułowy) oraz wersje koncertowe trzech wcześniej publikowanych kompozycji The Saw Is the Law, City of God oraz Stigmatized. 
W sierpniu 2016 pojawił się piętnasty album studyjny Sodom Decision Day. Muzyka na płycie zwraca uwagę ciężkim, przytłaczającym brzmieniem gitary i licznymi zmianami tempa sekcji rytmicznej. Materiał chwalono za świeże jak na weteranów thrashu pomysły i wysoką jakość produkcji. Płyta odniosła sukces, była notowana na listach sprzedaży w wielu krajach, m.in. w Stanach Zjednoczonych, Czechach, Austrii czy Niemczech, gdzie doszła do miejsca siódmego. Okładkę do płyty zaprojektował Joe Petagno, amerykański grafik, znany ze współpracy z zespołem Motörhead. Był to ostatni album nagrany z Bernemannem i Makką. Krótko po jego wydaniu Tom stwierdził, że ma pomysł na kolejny album i planuje go wydać w 2018.

### Sodom dzisiaj (od 2018)
3 grudnia 2017 podczas świętowania 35-lecia istnienia zespół ogłosił ponowne spotkanie z trzema byłymi muzykami – Andym Bringsem, Frankiem Gosdzikiem i Josefem Dominikiem. 26 grudnia w Bochum zespół zagrał z tymi muzykami koncert, pierwszy od czasu ich odejścia. W styczniu 2018 Tom rozstał się z Makką i Bernemannem. Muzycy skarżyli się, że zostali wyrzuceni w rozmowie przez aplikację WhatsApp. 
Tom postanowił kontynuować działalność z nowymi muzykami, po raz pierwszy jednak nie z dwoma, a trzema. Powrócił Frank "Blackfire" Gosdzik, zespół stał się kwartetem. Wkrótce powiększony Sodom wydał w niewielkim odstępie czasu cztery minialbumy. Były to kolejno Partisan (opublikowany 23 listopada 2018 w wytwórni Napalm Records), Chosen by the Grace of God (30 października 2019, Legacy Magazine), Out of the Frontline Trench (22 listopada 2019, SPV/Steamhammer) i A Handful of Bullets (18 listopada 2020, Rock Hard). Ostatnia EP-ka i kolejna płyta długogrająca została nagrana bez Stefana Hüskensa, którego zastąpił za bębnami Toni Merkel. 
Kilka dni po wydaniu minialbumu A Handful of Bullets, 27 listopada 2020, na rynku ukazał się nowy album studyjny Sodom Genesis XIX. Jest to pierwsza płyta zespołu nagrana jako kwartet, a także pierwsza od czasów Agent Orange nagrana z Frankiem Gosdzikiem. Efektem jest wzmocnione, potężne brzmienie gitar tworzących ścianę dźwiękowych riffów. Okładkę płyty, podobnie jak Decision Day, projektował Joe Petagno. 
28 października 2022 zespół wydał składankę 40 Years at War – The Greatest Hell of Sodom, zawierającą publikowane wcześniej, ponownie nagrane utwory. Płytę nagrano w Staudio-Studios w Essen w okresie od lata 2021 do lutego 2022.
10 listopada 2023 Sodom opublikował minialbum 1982 (SPV/Steamhammer). Materiał zawiera wydany wcześniej utwór tytułowy (zremiksowany na potrzeby tego wydawnictwa) oraz ponowne nagrania wczesnych piosenek zespołu – Witching Metal, Victims of the Death, Let's Fight in the Darkness of Hell i Equinox. Do utworu 1982 grupa nakręciła teledysk.

## Inspiracje
Sodom inspirował muzycznie wiele zespołów thrashmetalowych, blackmetalowych i deathmetalowych. Do inspiracji przyznają się takie formacje jak Burzum, Cannibal Corpse, Dark Tranquillity, Enslaved, Evile, Incantation, Mayhem, Morbid Angel, Obituary, Rotting Christ, Sepultura, czy Tsjuder.

## Muzycy

### Obecny skład zespołu
- Thomas „Tom Angelripper” Such – śpiew, gitara basowa (od 1982)
- Frank „Frank Blackfire” Gosdzik – gitara (1987–1989, 2006, od 2018)
- Stefan „Husky” Hüskens – perkusja (od 2018)
- Yorck Segatz – gitara (od 2018)

### Byli członkowie zespołu
- Frank Testegen – gitara (1983–1984, 2007)
- Josef Dominic – gitara (1984–1985, 2007)
- Michael Wulf – gitara (1985–1986)
- Uwe Christophers – gitara (1986)
- Uwe Baltrusch – gitara (1989, 1990)
- Michael „Micha” Hoffman – gitara (1990)
- Andy Brings – gitara (1991–1995)
- Dirk Strahlimeier (zmarły)[74] – gitara (1995–1996)
- Christian „Chris Witchhunter” Dudek (zmarły)[75] – perkusja (1983–1992, 2007)
- Guido „Atomic Steif” Richter – perkusja (1992–1996)
- Bobby Schottkowski – perkusja (1997–2010)
- Bernd „Bernemann” Kost – gitara (1997 – 2018)
- Markus „Makka” Freiwald – perkusja (2010 – 2018)

## Dyskografia
| 1986                           | Obsessed by Cruelty - Data: maj 1986 - Wydawca: Steamhammer Records         | –  | –  | —  |
| 1987                           | Persecution Mania - Data: 1 grudnia 1987 - Wydawca: Steamhammer Records     | –  | –  | —  |
| 1989                           | Agent Orange - Data: 1 czerwca 1989 - Wydawca: Steamhammer Records          | –  | –  | —  |
| 1990                           | Better Off Dead - Data: 1 października 1990 - Wydawca: Steamhammer Records  | –  | –  | —  |
| 1992                           | Tapping the Vein - Data: 1 sierpnia 1992 - Wydawca: Steamhammer Records     | 56 | –  | —  |
| 1994                           | Get What You Deserve - Data: 1 stycznia 1994 - Wydawca: Steamhammer Records | 45 | –  | —  |
| 1995                           | Masquerade in Blood - Data: 1 czerwca 1995 - Wydawca: Steamhammer Records   | 76 | –  | —  |
| 1997                           | ’Til Death Do Us Unite - Data: 24 lutego 1997 - Wydawca: Sony BMG Music     | –  | –  | —  |
| 1999                           | Code Red - Data: 31 maja 1999 - Wydawca: Drakkar Entertainment              | –  | –  | —  |
| 2001                           | M-16 - Data: 22 października 2001 - Wydawca: Steamhammer Records            | 88 | –  | —  |
| 2006                           | Sodom - Data: 24 kwietnia 2006 - Wydawca: SPV GmbH                          | 64 | –  | —  |
| 2007                           | The Final Sign of Evil - Data: 28 września 2007 - Wydawca: SPV GmbH         | –  | –  | —  |
| 2010                           | In War and Pieces - Data: 19 listopada 2010 - Wydawca: SPV GmbH             | 64 | –  | —  |
| 2013                           | Epitome of Torture - Data: 26 kwietnia 2013 - Wydawca: SPV GmbH             | 32 | 87 | —  |
| 2016                           | Decision Day - Data: 26 sierpnia 2016 - Wydawca: Steamhammer Records        | 7  | 42 | 29 |
| 2020                           | Genesis XIX - Data: 27 listopada 2020 - Wydawca: Steamhammer Records        | 10 | -  | -  |
| „—” pozycja nie była notowana. |                                                                             |    |    |    |

| 1991                           | Sodomania - Data: 23 października 1991 - Wydawca: Teichiku Records                   | —  |
| 1996                           | Ten Black Years – Best Of - Data: 2 grudnia 1996 - Wydawca: Steamhammer Records      | —  |
| 2010                           | The Art of Killing Poetry - Data: 10 listopada 2010 - Wydawca: Metal Hammer          | —  |
| 2012                           | 30 Years Sodomized: 1982–2012 - Data: 15 czerwca 2012 - Wydawca: Steamhammer Records | 54 |
| „—” pozycja nie była notowana. |                                                                                      |    |

| Rok  | Tytuł                                                                                  |
| ---- | -------------------------------------------------------------------------------------- |
| 1984 | In the Sign of Evil - Data: 5 maja 1984 - Wydawca: Steamhammer Records                 |
| 1987 | Expurse of Sodomy - Data: 1 października 1987 - Wydawca: Steamhammer Records           |
| 1993 | Aber bitte mit Sahne - Data: 5 listopada 1993 - Wydawca: Steamhammer Records           |
| 2014 | Sacred Warpath - Data: 28 listopada 2014 - Wydawca: Steamhammer Records                |
| 2018 | Partisan - Data: 23 listopada 2018 - Wydawca: Steamhammer Records                      |
| 2019 | Chosen by the Grace of God - Data: 30 października 2019 - Wydawca: Steamhammer Records |
| 2019 | Out of the Frontline Trench - Data: 22 listopada 1993 - Wydawca: Steamhammer Records   |
| 2020 | A Handful of Bullets - Data: 18 listopada 2020 - Wydawca: Steamhammer Records          |
| 2021 | Bombenhagel - Data: 20 sierpnia 2021 - Wydawca: Steamhammer Records                    |
| 2023 | 1982 - Data: 10 listopada 2023 - Wydawca: Steamhammer Records                          |

| Rok  | Tytuł                                                                                            |
| ---- | ------------------------------------------------------------------------------------------------ |
| 1982 | Witching Metal (demo) - Data: 1982 - Wydawca: brak (wydanie własne)                              |
| 1984 | Victims of Death (demo) - Data: 1984 - Wydawca: brak (wydanie własne)                            |
| 1988 | Mortal Way of Live (album koncertowy) - Data: 1 października 1988 - Wydawca: Steamhammer Records |
| 1994 | Marooned Live (album koncertowy) - Data: 1 września 1994 - Wydawca: Steamhammer Records          |
| 2003 | One Night in Bangkok (album koncertowy) - Data: 28 lipca 2003 - Wydawca: Steamhammer Records     |

## Wideografia
| Rok  | Tytuł                                                                    |
| ---- | ------------------------------------------------------------------------ |
| 1988 | Mortal Way of Live (VHS) - Data: 1988 - Wydawca: Steamhammer Records     |
| 1994 | Live in der Zeche Carl (VHS) - Data: 1994 - Wydawca: Steamhammer Records |
| 2005 | Lords of Depravity Pt. 1 (DVD) - Data: 2005 - Wydawca: SPV GmbH          |
| 2010 | Lords of Depravity II (DVD) - Data: 28 czerwca 2010 - Wydawca: SPV GmbH  |